# 路環
路環（葡萄牙語：Coloane）古稱鹽灣、鹽灶灣、九澳島或阿婆尾，因東北角之九澳灣與島上九澳山而得名。此外，路環的葡文名稱，有人認為是音譯自該島的粵語古稱「過路灣」。現在是澳門的一個地方，是組成澳門的四大部份（區域）之一。由於該島大部分地還沒開發，植被豐富，風景優美，因此路環被譽為澳門最後的後花園。路環島的最高峰疊石塘山半山以上的地區，被劃為郊野公園和媽祖文化村，受到嚴格保護。
路環原為一個獨立島嶼，北海岸線沿石排灣馬路至映山湖（今離島醫院用地）東岸，因為長期填海，現已和氹仔連成一體，而兩島之間因填海而成的區域就是現在的路氹城。

## 歷史

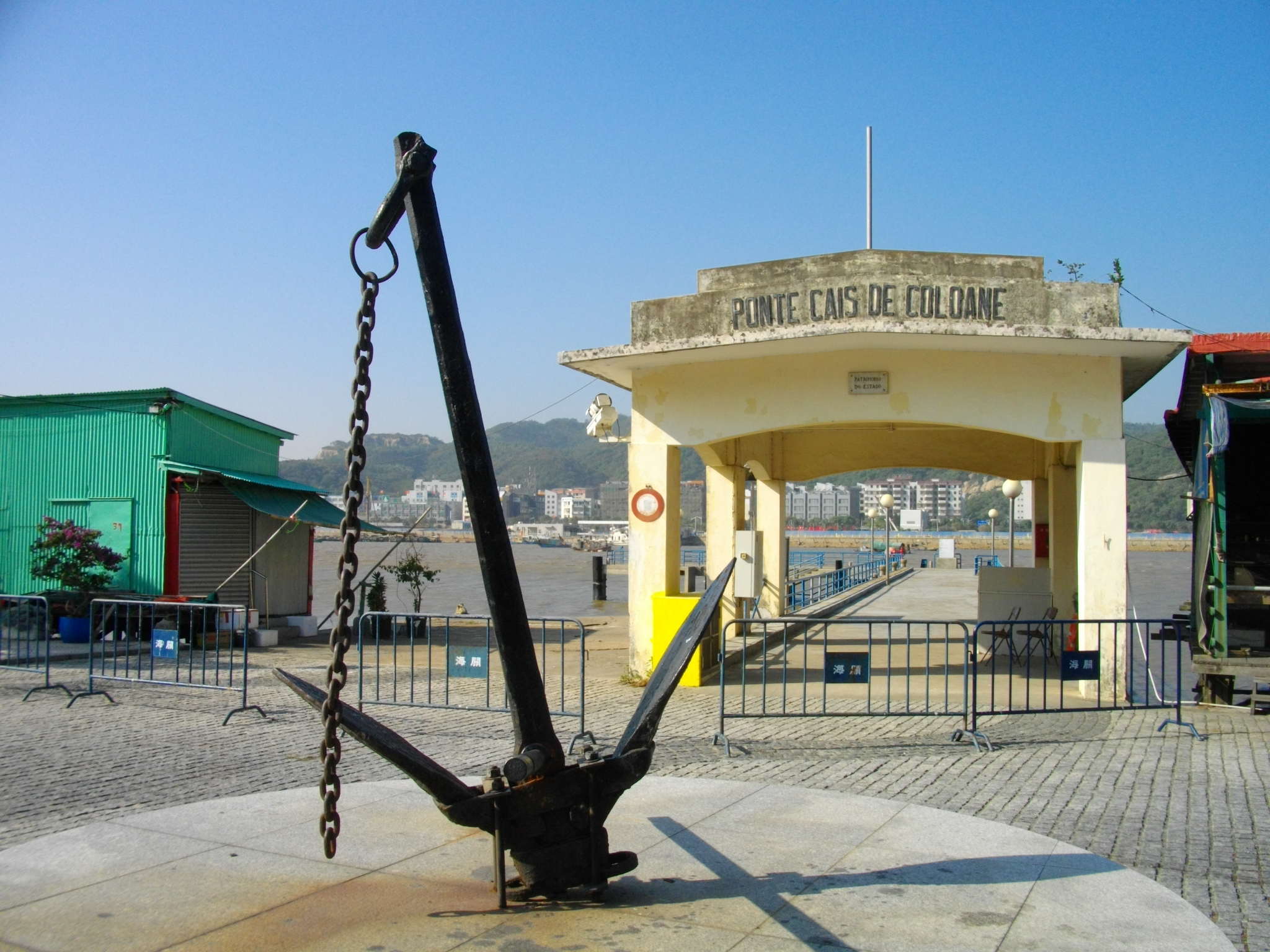
渡輪是以前居民往來澳門半島和氹仔的主要交通工具

路環原屬清朝廣東省香山縣（即今中山市），於1864年由葡萄牙佔領，成為葡屬澳門的一部份。
明朝《嘉靖香山縣志》指橫琴以來有九澳山，後來隨著路環開發，九澳的範圍縮小至九澳村一帶。
路環在清朝時是產鹽之區，西面海灣故稱鹽灶灣，其中譚公廟對出海面即是鹽田，對澳供應至二十世紀方止。
1910年發生了一場葡兵與海盜的大戰，是為「路環慘案」。7月初，18名新寧縣學童在路環被海盜綁架，鄉民稟告兩廣總督袁樹勛，因路環屬葡屬澳門管轄，袁樹勛不能派兵前往緝拿。7月中澳督馬葵士派遣兩支部隊進攻，由於海盜頑抗，葡兵被擊斃數人，炮台亦被佔領。澳督聞訊後增派一炮兵部隊共106人支援，惟仍不敵匪徒，死傷多人。隨後調集水陸各軍全力進攻，路環各村民因被海盜挾持，致被炮擊引致死傷。7月18日晚，大批海盜在暴風雨下乘船逃走，多人遇海難喪生。7月19日，葡軍全面包圍路環九澳並登陸，縱火焚燒九澳村，村民數百家家毀人亡。有一艘逃難的村民船，被葡軍追逐擊沉，船上38人全部喪生。葡軍最後救出18名人質，另有40餘名海盜被生擒。9月，治安警察局審理案件，判處8名海盜流放非洲做苦力28年。路環慘案發生後，當地人因不滿葡方除擊斃海盜外亦誤殺村民，紛紛要求政府廢除條約收回澳門。清政府鑒於群眾強烈要求，派駐法國大使劉式訓赴里斯本，再次提出劃界談判問題，但此事最後不了了之。事後，島上的居民和警察終於成功地將海盜驅逐出路環。今日路環上則有「打海盜紀念碑」。
直至1969年，連接氹仔與路環連貫公路建成。現在，路環仍然保持原有自然風光，到處鳥語花香，有海灘、步行徑、燒烤區等，彌漫一片清新自然景象，與繁囂的都市形成一強烈對比，路環已成為人們的休閒和度假勝地，但每逢週末，路環各處亦會人來人往，熱鬧擠擁。

## 地理

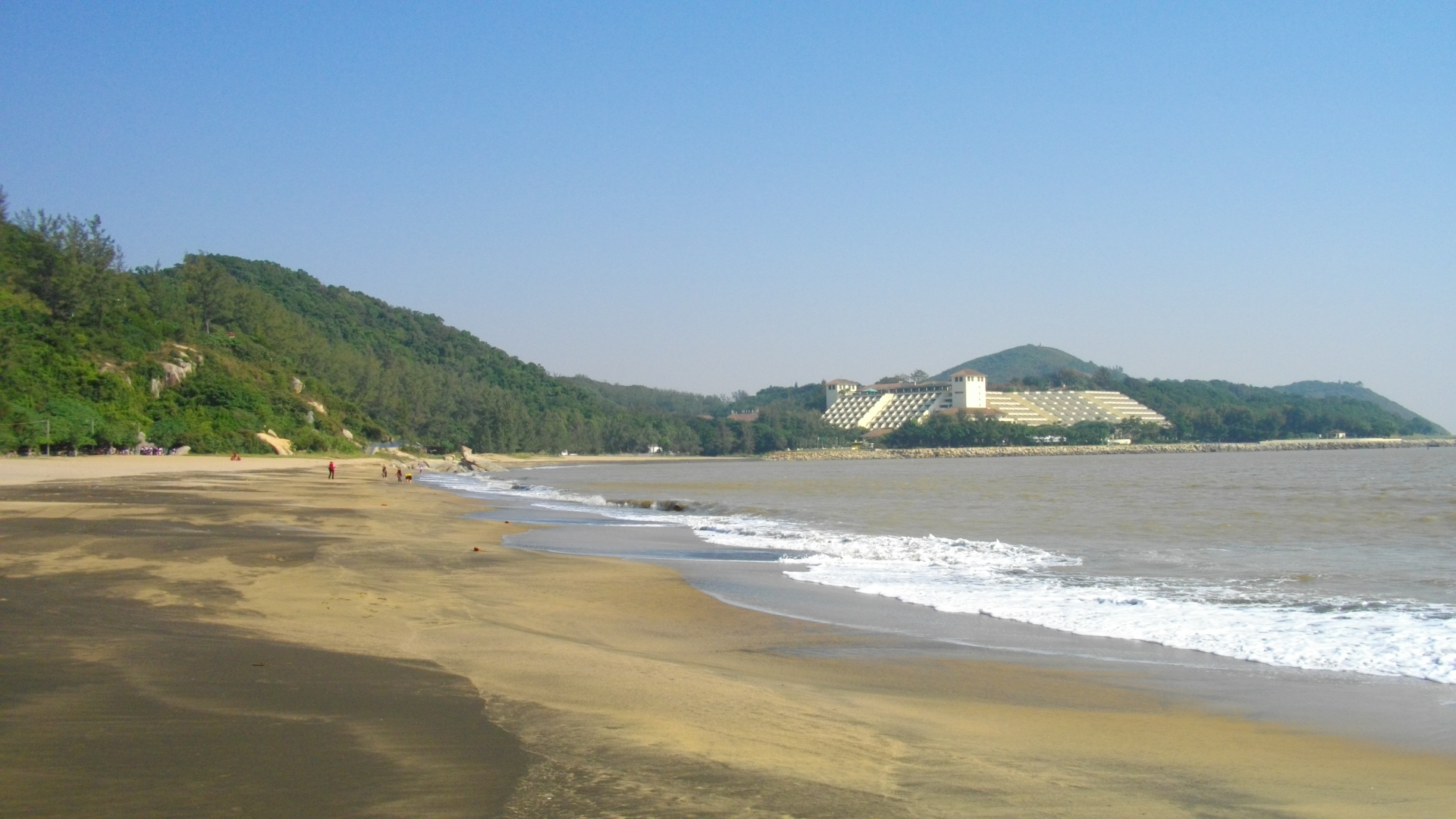
黑沙海灘位於本島的東南面

路環較為廣闊，面積約7.6平方公里，至2011年人口約4,300人。島上保有自然風光，如樹林、山丘、海灘和天然的海水浴場，風景怡人且美麗；其中以黑沙海灘和竹灣海灘最為著名。
最初分為路環和大洲兩部份，大洲早在1990年代因填海而納入路環內。

### 山峰
路環整個區域大部分地方都是山峰。路環島的最高點為疊石塘山（塔石塘山），也是澳門的最高峰，高度為海拔172.4米。
| 名稱                 | 高度（米） |
| -------------------- | ---------- |
| 疊石塘山（塔石塘山） | 172.4      |
| 路環中間             | 136.2      |
| 九澳山               | 123.8      |
| 駮臺山               | 120.0      |

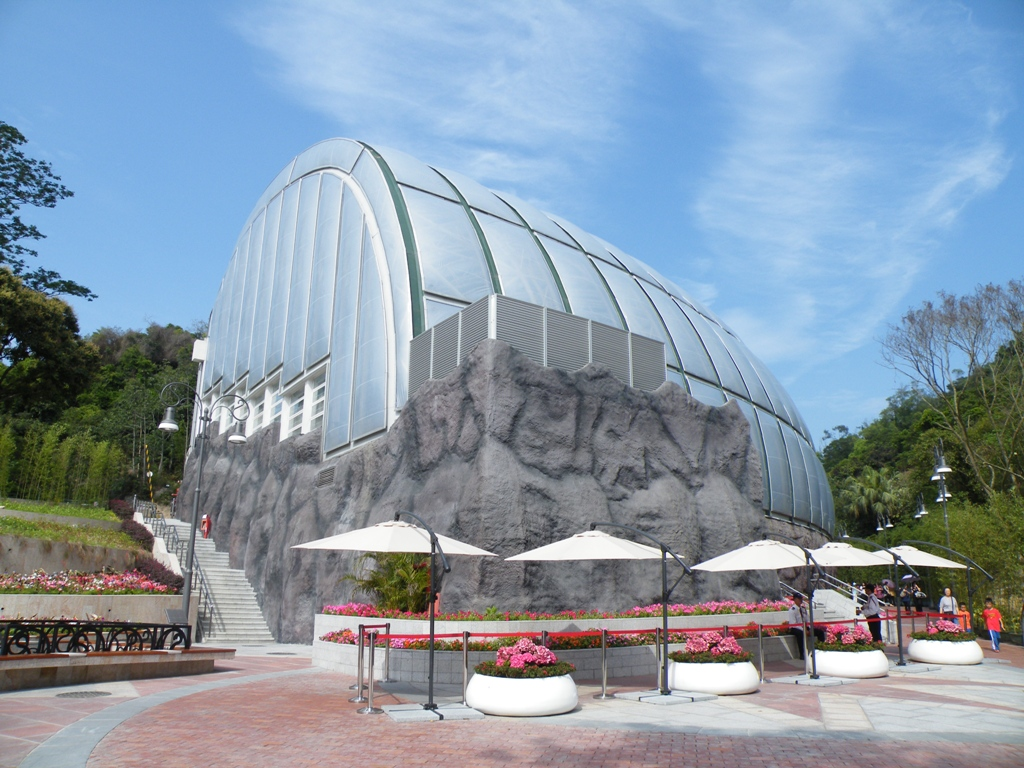
石排灣郊野公園
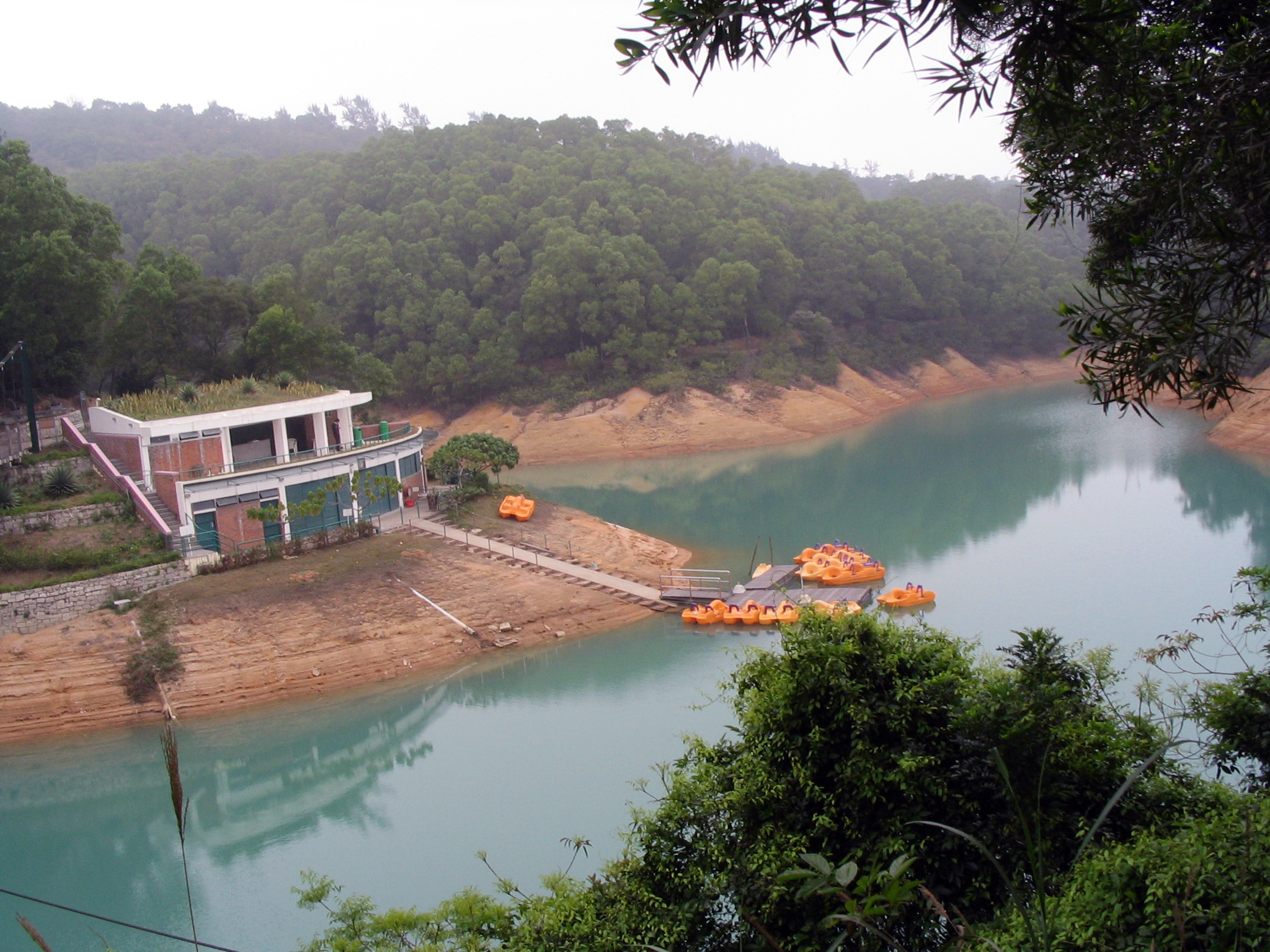
黑沙水庫郊野公園

## 發展

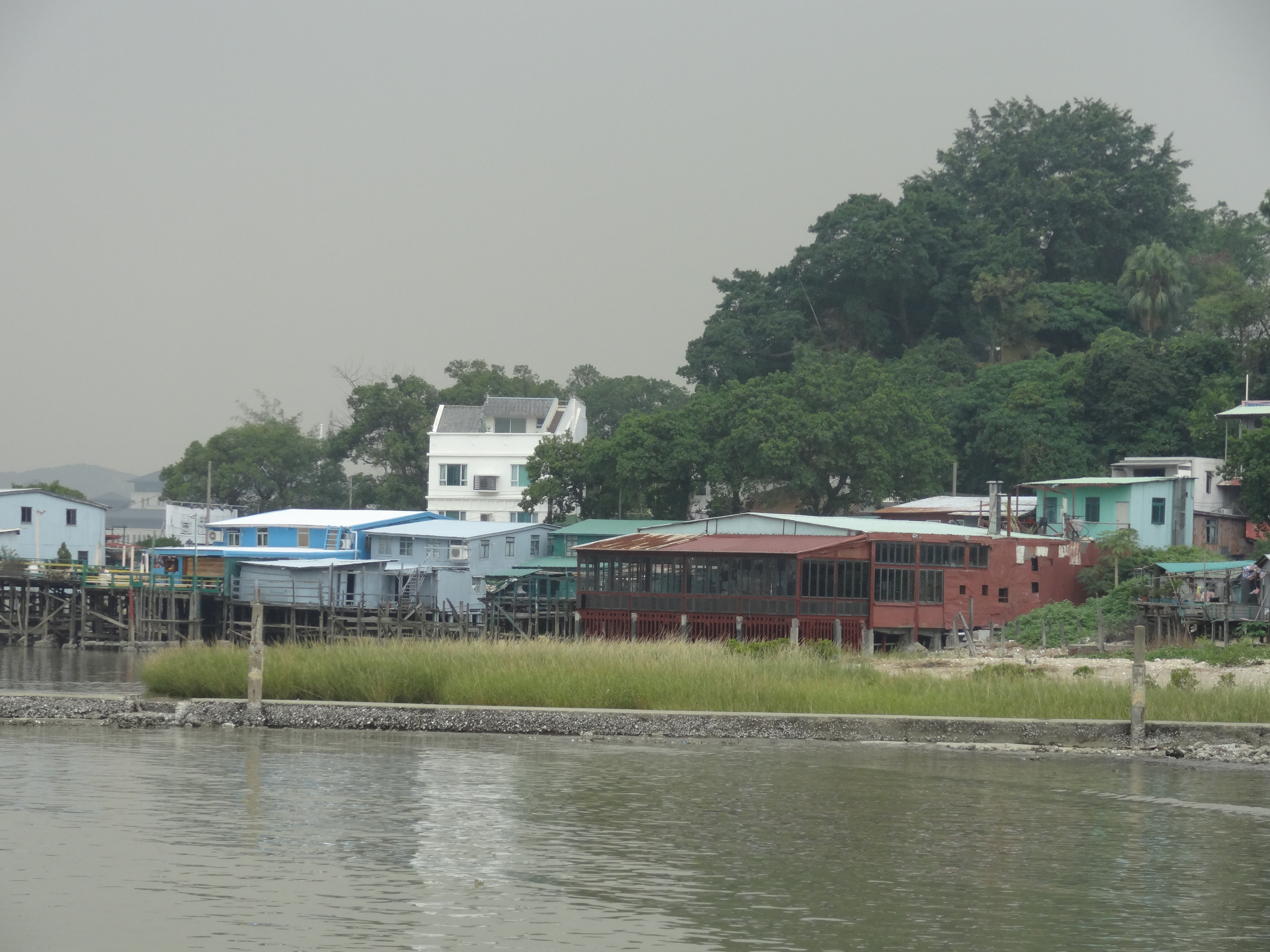
路環市區的棚屋

路環以往漁業為主，故有一些船廠。在路環，有水泥廠和發電廠。由於澳門經濟蓬勃發展，陸續有大型基建。其中座落於九澳灣的九澳貨櫃碼頭及九澳油庫，就是澳門其中一個設備現代化的基建設施。
為舉行2005年東亞運動會，澳門政府更在路氹之間近路環處建造了一個名為「澳門蛋」主場館和其他運動設施，另外島上西北角的石排灣發展為人口約六萬的社區，主要為社會房屋和經濟房屋的公共房屋，統稱為「石排灣公屋群」，當中可容納三萬人口、全澳最大的租住公屋區樂群樓已經落成。

## 社區

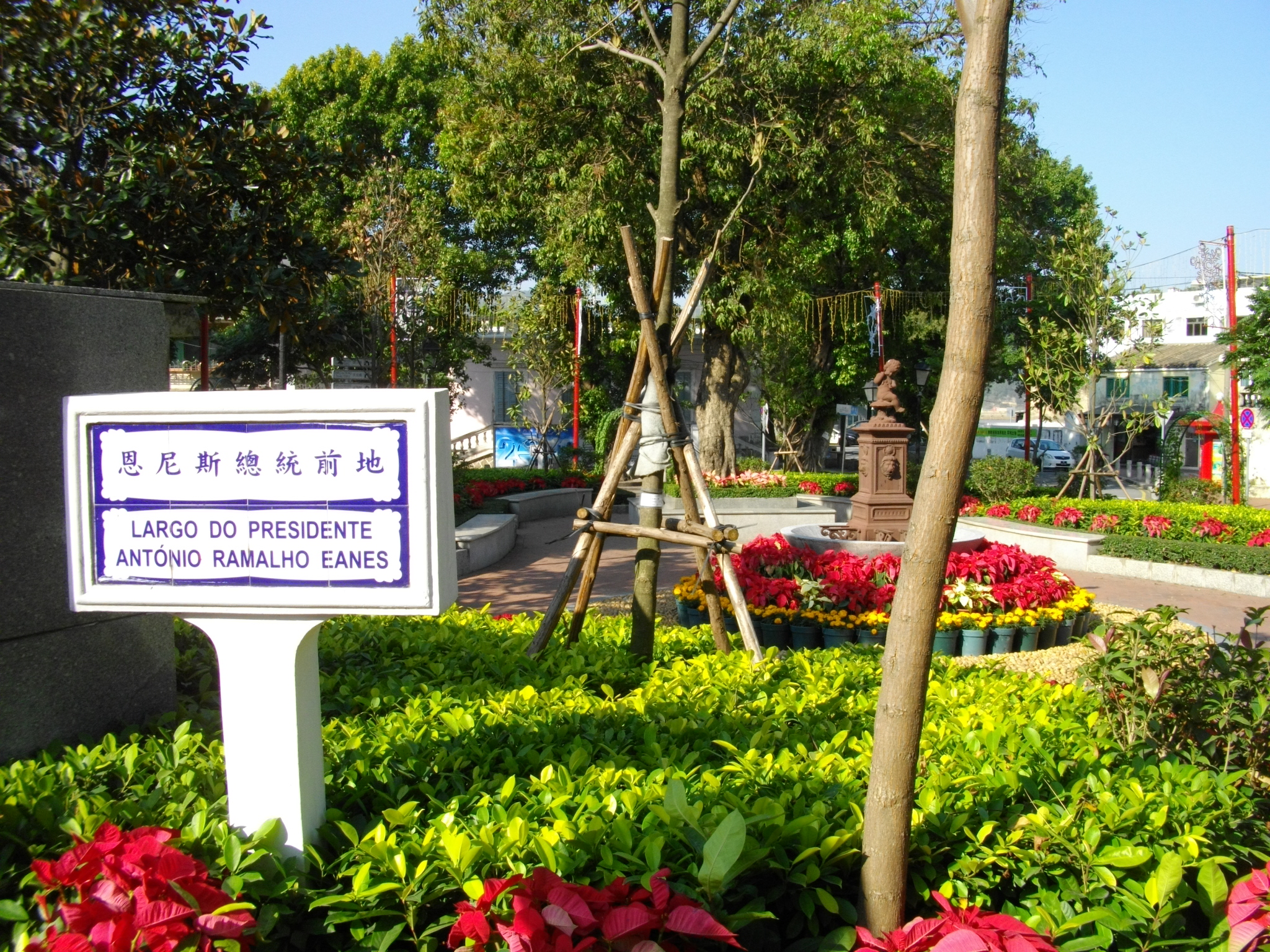
路環市區曾經是路環最大的社區

- 路環市區
- 石排灣
- 荔枝碗村
- 九澳村
- 黑沙村

### 公共房屋
- 石排灣公屋群

### 私人屋苑
- 金峰‧南岸
- 擎天匯
- 竹灣豪園
- 海蘭花園

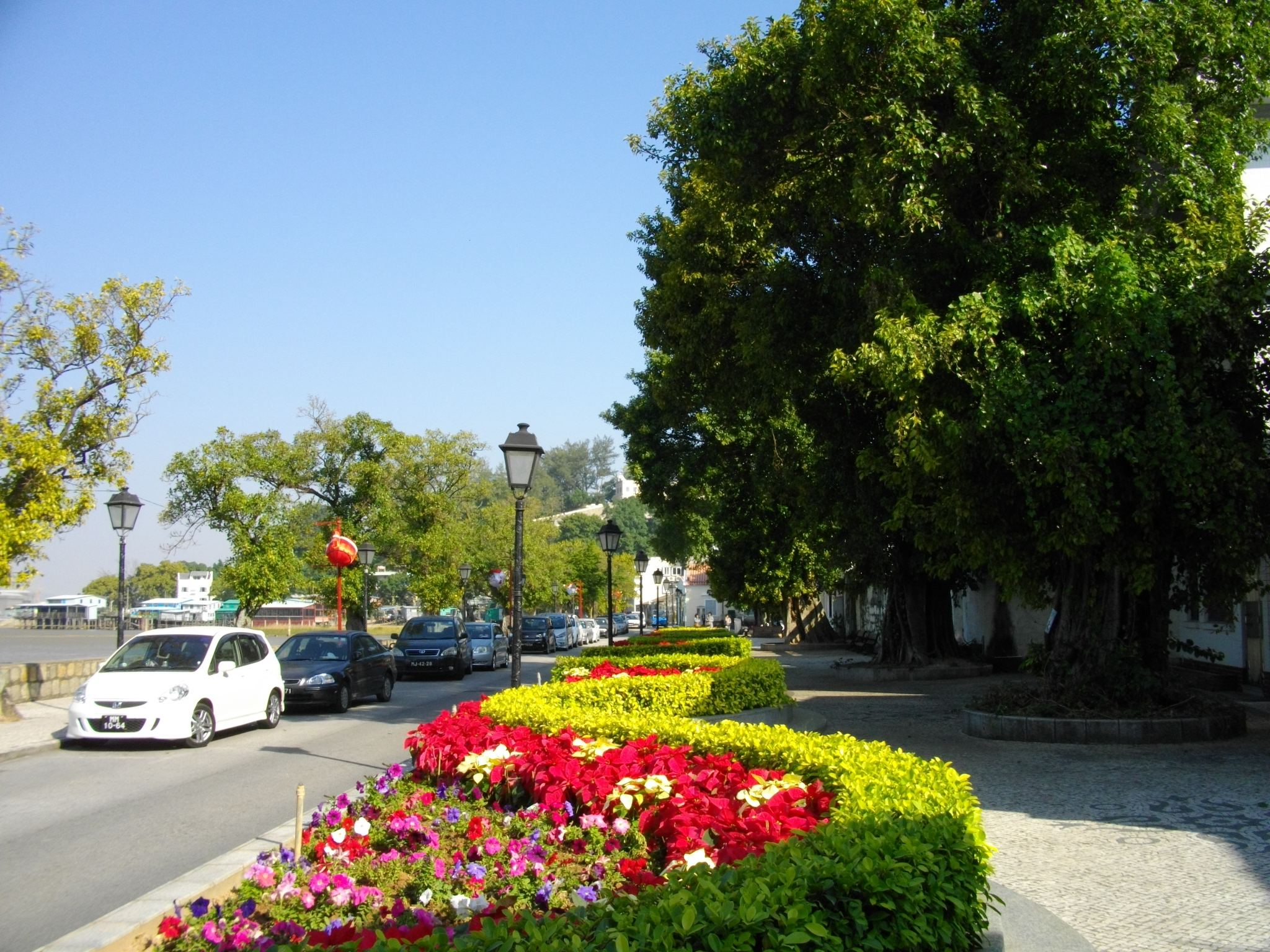
路環市區一角
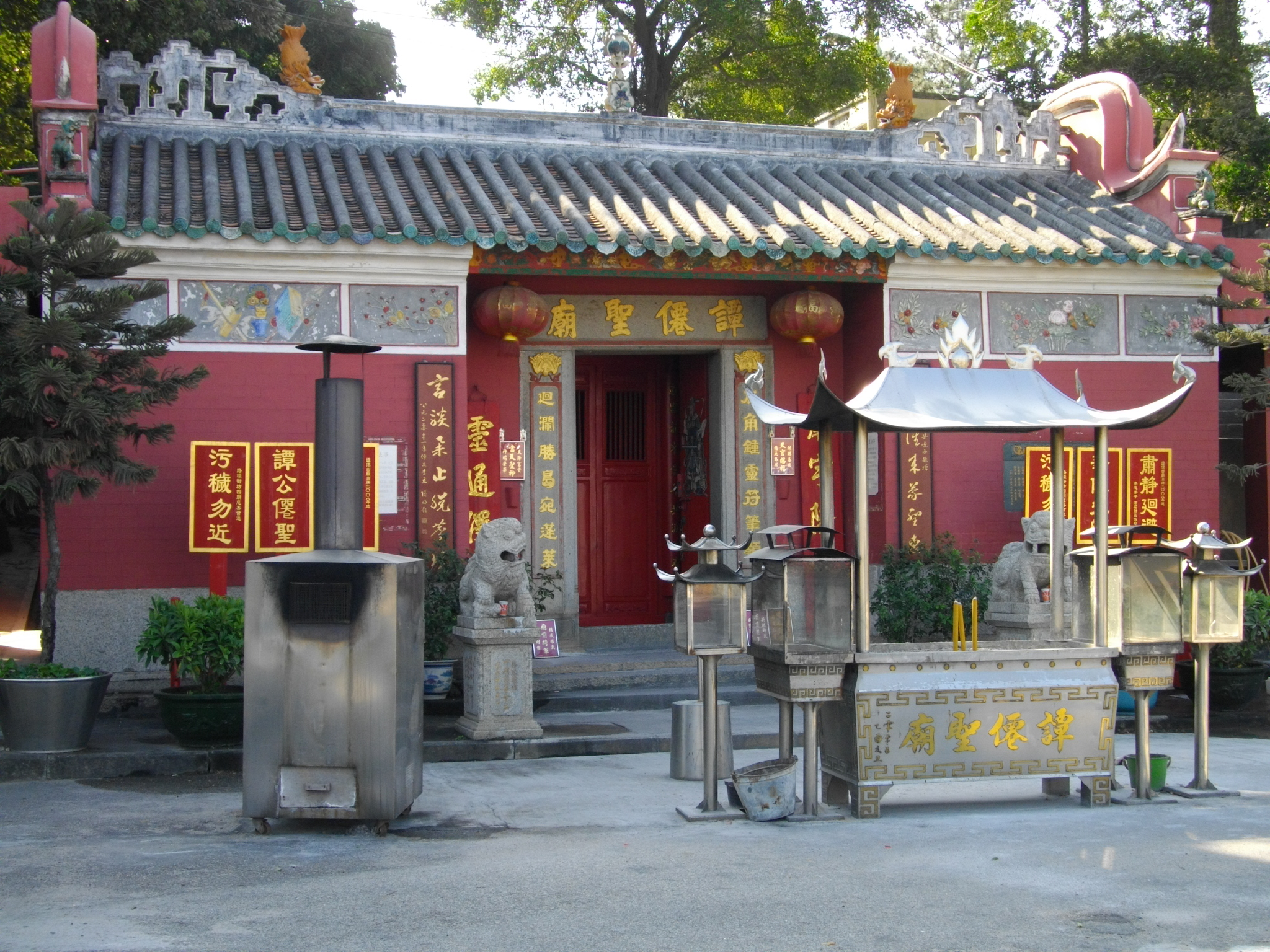
位於路環市區的譚公廟
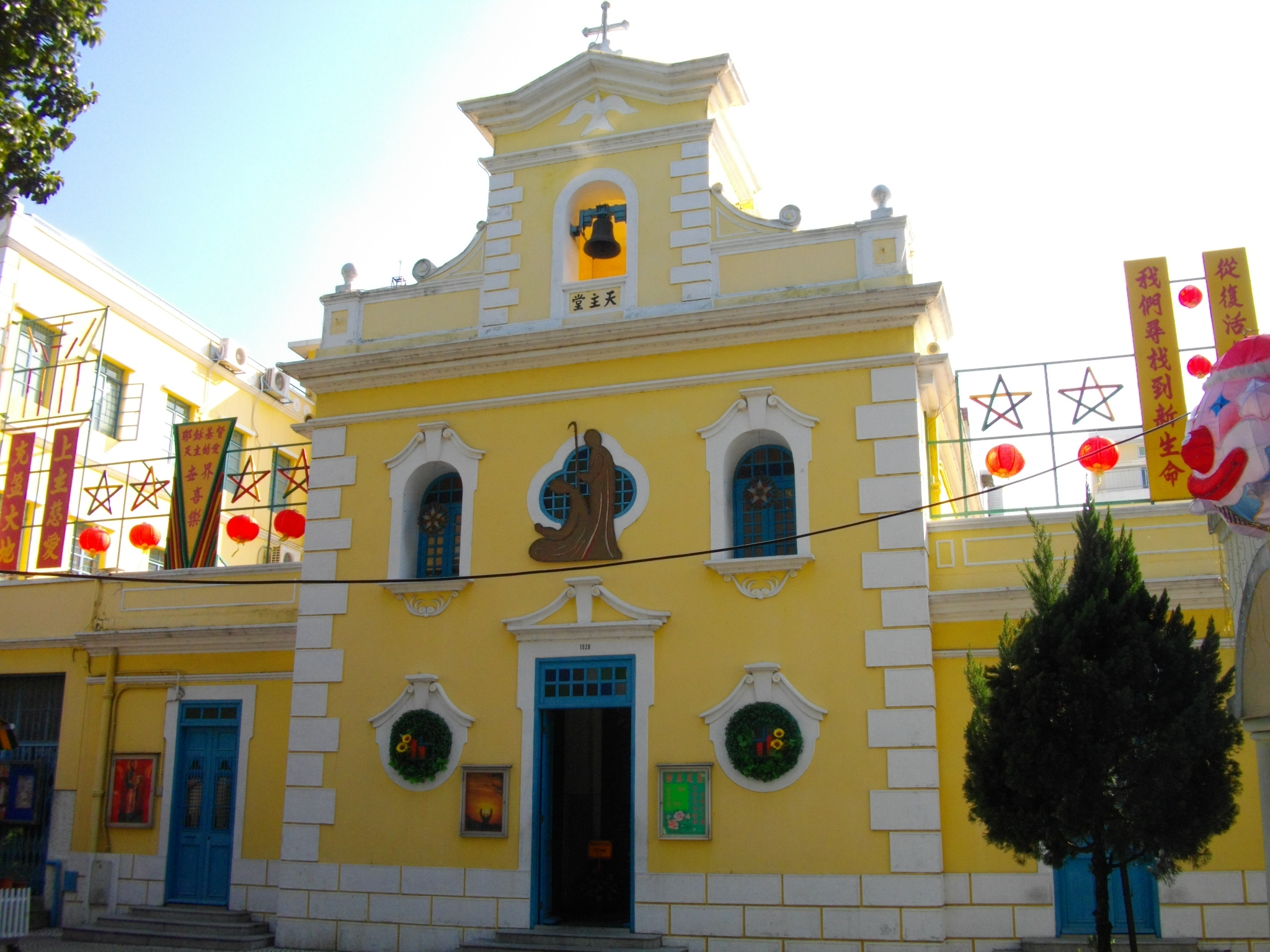
位於路環市區的聖方濟各堂
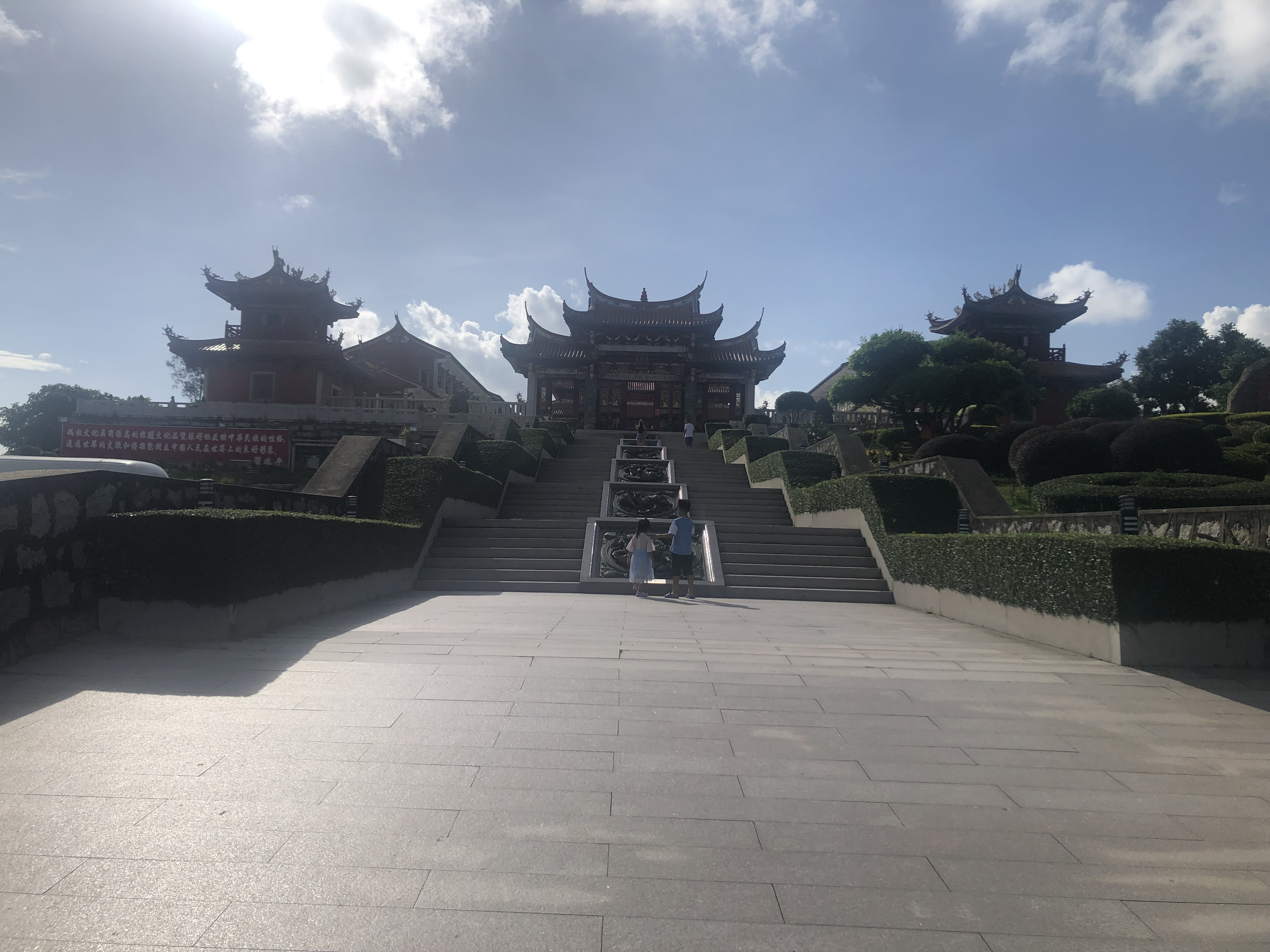
疊石塘山頂的媽祖文化村
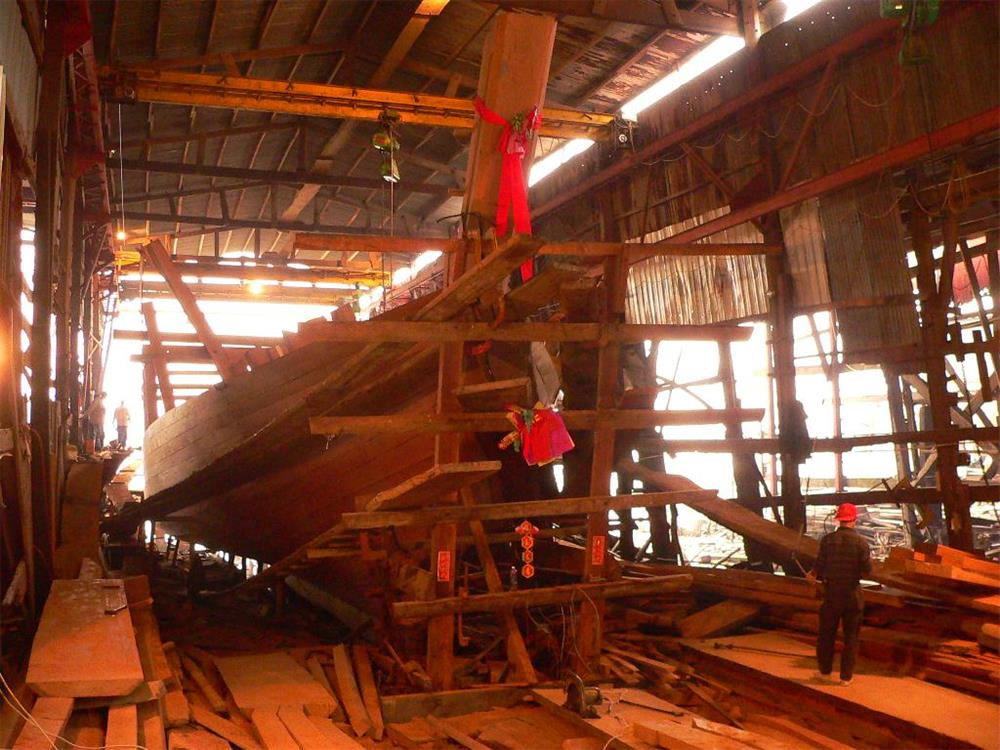
傳統木船建造過程

## 醫療及治安設施

### 醫療

#### 公立醫院
- 公共衛生臨床中心
- 九澳康復醫院
- 離島醫療綜合體/澳門協和醫院

#### 衛生中心/衛生站
- 路環衛生站
- 石排灣衛生中心

### 治安部門
- 路環警司處：位於石排灣業興大廈地下
- 路環警司處分站：位於田畔街
- 警犬基地 （页面存档备份，存于）
- 澳門海關路環碼頭、九澳港站
- 消防局路環行動站

## 市政及文娛設施

### 大型社會或政府設施
- 石排灣社區綜合大樓
- 石排灣社會及衛生服務大樓

### 公園

#### 市政公園、花園及休憩區
- 石排灣市區公園
- 石排灣社區綜合大樓天台花園
- 棕櫚公園
- 恩尼斯花園
- 意度亞馬忌士前地
- 路環山頂公園
- 路環兒童公園
- 竹灣燒烤公園
- 九澳高頂燒烤公園
- 黑沙公園及黑沙海灘公園

#### 郊野公園
- 石排灣郊野公園
- 九澳水庫郊野公園
- 黑沙水庫郊野公園

#### 單車徑
- 蓮花單車徑

### 大型文娛設施
- 石排灣圖書館
- 路環圖書館
- 竹灣泳池、竹灣水上活動中心
- 黑沙水上活動中心
- 黑沙泳池

## 旅遊景點
- 路環市區
- 竹灣海灘
- 黑沙海灘
- 龍爪角
- 九澳聖母村
- 九澳燈塔

## 高等教育
- 澳門保安部隊高等學校
- 澳門科技大學博雅學院：擎天匯校區，設有多幢學生宿舍

## 基礎教育

### 公立學校
- 石排灣公立學校（2020年創辦）
- 路環中葡學校：2021/2022學年完結後合併至石排灣公立學校[4]

### 私立學校
- 九澳聖若瑟學校
- 雷鳴道主教紀念學校

### 國際學校
- 傳承國際學校（2023年創辦）
- 澳門培正中學（路環校部，2024/2025學年開始運作）[5]

## 美食

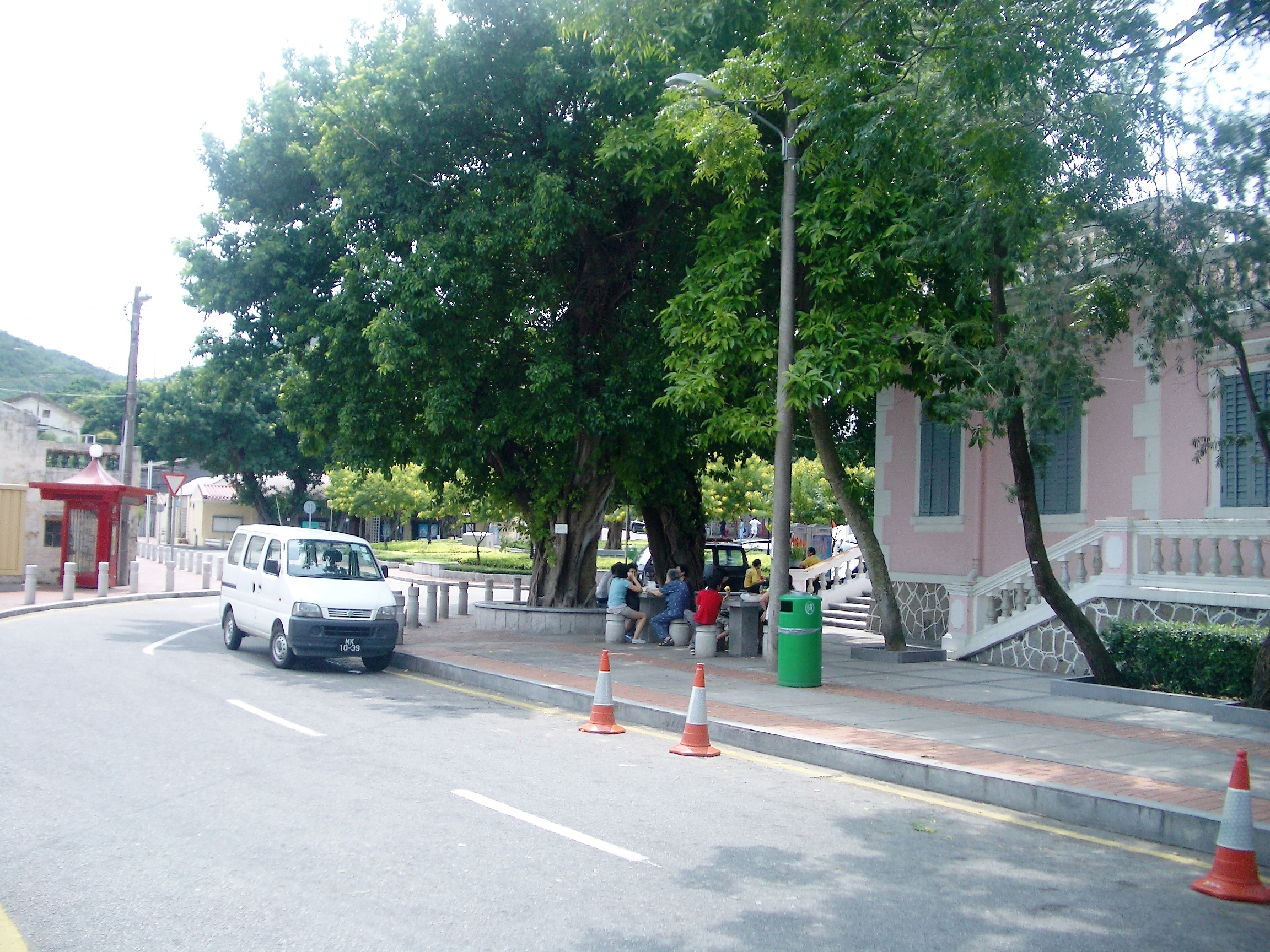
安德魯餅店位於恩尼斯總統前地附近

澳門葡撻源於路環安德魯餅店，其創始店位於路環市區。

## 交通

### 主要道路
- 九澳隧道
- 九澳高頂馬路
- 和諧廣場
- 黑沙馬路
- 竹灣馬路

### 公共巴士總站
- 蝴蝶谷大馬路總站：路環首個大型室內巴士總站
- 聯生圓形地總站
- 黑沙海灘 (巴士總站)
- 九澳油庫 (巴士總站)

### 輕軌
- █  石排灣線石排灣站

## 資料來源
1. ↑  .   [2020-04-20]. （原始内容存档于2021-04-15）.
2. ↑  .   [2020-04-20]. （原始内容存档于2021-04-15）.
3. ↑  .   [2012-07-22]. （原始内容存档于2021-04-16）.
4. ↑  . 力報. 2022-07-19  [2023-01-11]. （原始内容存档于2023-01-11）.
5. ↑  . 正報. 2023-03-10  [2023-03-21]. （原始内容存档于2023-03-11）.

## 外部連結
维基共享资源上的相關多媒體資源：路環